# La noche... con Fuentes y cía
La noche... con Fuentes y cía fue un late show de televisión producido por Globomedia y emitido por la cadena española Telecinco entre 2001 y 2005.

## Formato
Siguiendo la fórmula de los programas denominados Late Night, el espacio combinaba entrevistas a personajes conocidos por el conductor del programa, impregnadas siempre de un tono humorístico, con actuaciones de un grupo de cómicos habituales en el programa.
Se trató de la primera experiencia como presentador en solitario de Manel Fuentes tras su paso por Crónicas Marcianas, y se saldó con un rotundo éxito de crítica y audiencia.

## Los cómicos
- Bermúdez (2001-2004).
- Pablo Motos (2001-2002)
- Santi Rodríguez (2001-2004).
- Enrique San Francisco (2001-2004).
- Agustín Jiménez (2002-2005).
- Quequé (2002-2005).
- Eva Hache (2004-2005).
- Ángel Martín (2005).

## Invitados
Entre las más de 150 entrevistados se encuentran personajes del mundo de:
- La Música: Julio Iglesias, Alejandro Sanz, David Bisbal, Estopa, George Michael, Enrique Iglesias, Rosario Flores, Mónica Naranjo, Paulina Rubio, Joan Manuel Serrat, Nacho Cano, Joaquín Sabina, Chayanne, Alaska, Marta Sánchez, Isabel Pantoja, Rocío Jurado, Raphael...
- El deporte: Ronaldo, Fernando Alonso, Pau Gasol, Jesús Gil y Gil, Fernando Romay...
- El periodismo: Javier Sardá, Iñaki Gabilondo, Pedro J. Ramírez, Luis del Olmo, Concha García Campoy, Carlos Herrera, Olga Viza...
- El cine: Alejandro Amenábar, Pedro Almodóvar, Antonio Banderas, Concha Velasco, Aitana Sánchez-Gijón, Sara Montiel, Victoria Abril...
- La televisión: Emilio Aragón, Nuria Roca, Mamen Mendizábal, Carmen Machi, Paco León, Amparo Baró, Fernando Tejero, Beatriz Carvajal, Imanol Arias, Paz Padilla, Carmen Sevilla, Luis Merlo...
- La política: José Luis Rodríguez Zapatero, Esperanza Aguirre, Felipe González...

## Escenario
El programa se grababa íntegramente en el Teatro Alcázar, de Madrid.

## Audiencias
El récord de audiencia se batió el 30 de marzo de 2003, al alcanzarse 1.901.000 espectadores y un 32,3% de cuota de pantalla.

## Premios
- Premio Ondas (2002): Nacionales de televisión: Mejor programa especializado (Ganador).
- Premios de la ATV
  - 2001: Mejor Programa Entretenimiento (Ganador).
  - 2002: Mejor Programa de Entretenimiento (Nominado).
  - 2002: Mejor Comunicador de Programas de Entretenimiento (Manel Fuentes) (Nominado).
  - 2003: Mejor Programa de Entretenimiento (Nominado).
  - 2002: Mejor Comunicador de Programas de Entretenimiento (Manel Fuentes) (Nominado).
- TP de Oro: 
  - Manel Fuentes nominado como Mejor Presentador en las ediciones de 2001, 2002 y 2003.